# Папинская (Архангельская область)
Папинская — деревня в Коношском районе Архангельской области. Входит в состав Тавреньгского сельского поселения.
Деревня основана примерно в XIV—XV вв., когда была построена деревянная Преображенская церковь. Папинская входит в состав поселения Хмельники наряду с деревнями: Тончиковская, Синцовская, Спасская, Осташевская, Аниковская, Челпанова Гора, Прилук, Плесовская. Через территорию поселения протекает река Вель.

## Население
| 2002 | 2010 | 2012 |
| ---- | ---- | ---- |
| 129  | ↘66  | →66  |

## Достопримечательности
Церковь Спаса Преображения  Объект культурного наследия № 2900397000  - Кирпичный храм в стиле классицизма 1818 года постройки. Двусветный четверик с пилястровыми портиками, увенчанный низкой глухой ротондой, с двухпридельной трапезной и трехъярусной колокольней со шпилем. Храм окружен оградой с воротами с западной стороны. В 2001 году была отреставрирована. Церковь была освящена 14 июня 1818 года (по новому стилю) епископом Вологодским и Устюжским Онисифором. Ведомость о церкви Преображения Господня Вельского уезда, что в Хмельницком приходе, за 1860 год: «Теплая церковь с холодною с колокольнею в одной связи, одноэтажная, крепка, ветхостей и повреждений нет. В холодной каменной церкви Престол один во имя Преображения Господня, а в теплой два: по правую сторону — во имя святителя Модеста Патриарха Иерусалимского, по левую — во имя святых мучеников Флора и Лавра. Расстоянием сия церковь от Духовной консистории в 260 верст. От Духовного правления в 60 верст, а от местного Благочинного в 45 верстах».

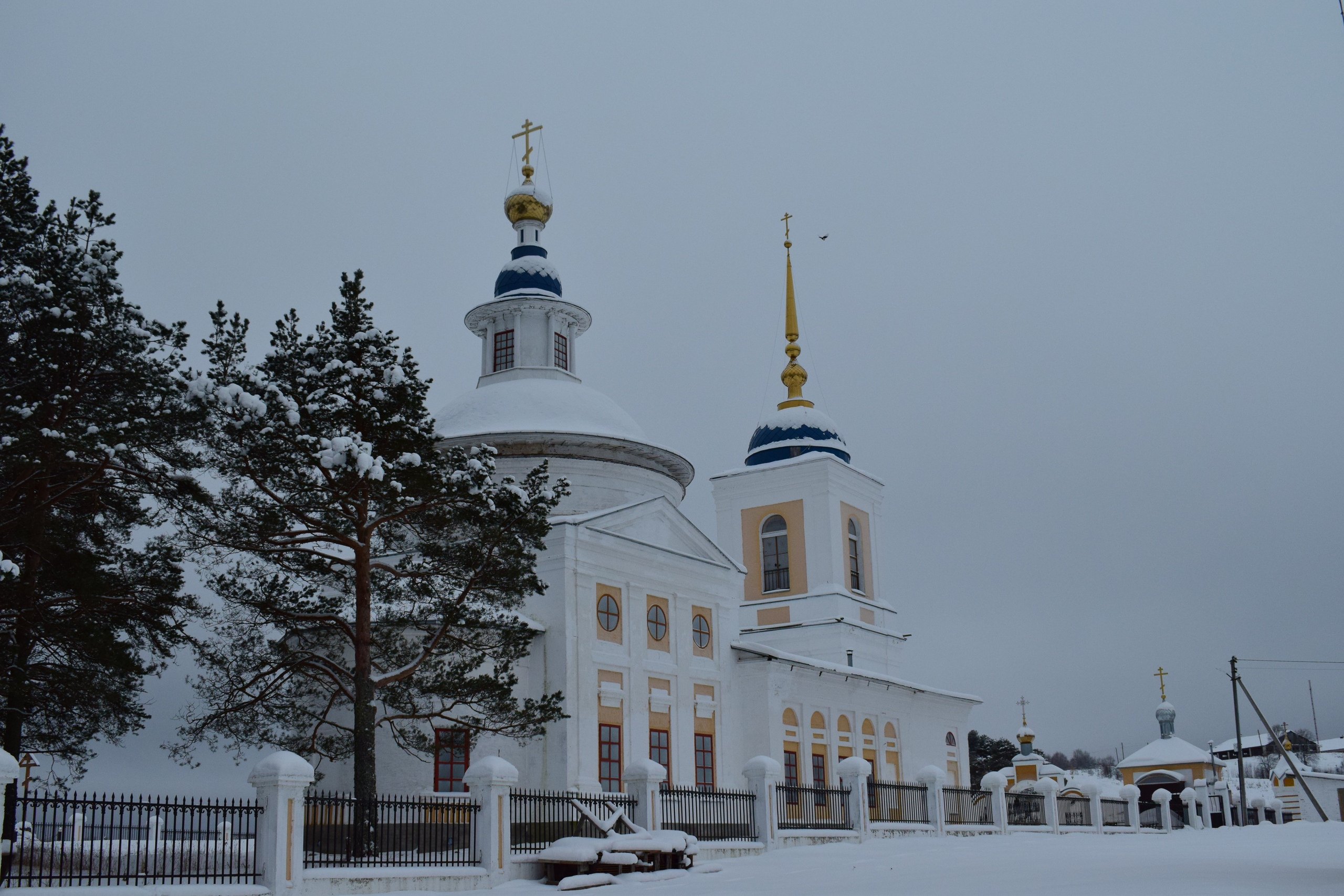
Спасо-Преображенская церковь

## История
Хмельники исторически располагались на Вельском тракте с оживлённым движением. В 1911 году именно в связи с этим расположением Хмельников здесь был открыт врачебный пункт.
Поселок Хмельники был запечатлён на фотокамеру И. А. Бродским, который находился в ссылке в деревне Норинская.

## Социальная сфера
В Хмельниках существует музей земской учительницы.
Так же в поселении существует местный дом культуры, где выступает самодеятельный ансамбль  "Задоринка".